# كولباشي
كولباشي (بالكردية: Serêgolê) (بالتركية العثمانية: كول باشى) هي بلدة ومقر مديرية كولباشي في محافظة أديامان في تركيا. تقع بين مدينتي ملطية وعنتاب بجوار بحيرة كولباشي وبلغ عدد سكانها 33,373 نسمة في عام 2021.